# Solenodon arredondoi
Chuột chù răng khía khổng lồ (Solenodon arredondoi) là một loài động vật có vú trong họ Solenodontidae, bộ Soricomorpha. Loài này được Morgan & Ottenwalder miêu tả năm 1993.